# Krunoslav Jurčić
Krunoslav Jurčić (Ljubuški, 26 novembre 1969) è un allenatore di calcio ed ex calciatore croato di origine bosniaca, di ruolo centrocampista, tecnico del Pyramids.

## Caratteristiche tecniche
Era un mediano di tanta quantità e poca qualità, giocava davanti alla difesa sfruttando la sua stazza ed era un vero combattente. Era anche un buon colpitore di testa.

## Carriera

### Giocatore

#### Club
Nato a Ljubuški, paese della Jugoslavia, oggi nel sud-ovest della Bosnia ed Erzegovina al confine con la Croazia, iniziò la sua carriera nel settore giovanile della Dinamo Zagabria.
Dal 1988 al 1991 militò in prima squadra, prima di passare, in cerca di maggiori opportunità di giocare, all'Inter Zaprešić.
Nella prima stagione con l'Inter Zaprešić vinse il primo trofeo della sua carriera: la prima edizione della Coppa di Croazia. Nella seconda stagione non vinse nulla ma ha giocò di più, segnando anche alcuni gol importanti.
Le sue prestazioni attirarono l'interesse dell'ambizioso Istria Pola, che lo ingaggiò nel 1993.
A Pola trovò molto spazio ma i suoi risultati non furono buoni e il club sfiorò la retrocessione. Dopo due stagioni con l'Istria Pola emigrò in Belgio per giocare nel Beveren.
Nella sua unica stagione a Beveren, Jurčić si rivelò uno dei migliori giocatori della squadra.
Il 3 luglio 1995 esordì nelle competizioni UEFA nella partita di Coppa Intertoto vinta per 2-1 contro l'FK Etăr. Il Beveren però concluse il campionato al penultimo posto e retrocesse in Division 2.
Nell'estate del 1996 ritornò alla Dinamo Zagabria, la sua prima squadra. A Zagabria trascorse gli anni migliori della sua carriera: vinse tre campionati consecutivi, dal 1996-1997 al 1998-1999, e due Coppe di Croazia. Giocò anche 5 partite in Coppa UEFA e 19 in Champions League.
Nel mercato invernale del 2000, dopo aver ben figurato anche ai Mondiali, venne seguito dalla Reggina e dal Torino. A causa della richiesta economica troppo alta del club di Zagabria i calabresi rinunciarono all'acquisto mentre il Torino se lo aggiudicò per circa due miliardi di lire.
Così Jurčić lasciò a stagione in corso la Dinamo, che avrebbe trionfato un'altra volta in campionato, e si trasferì in Piemonte dove avrebbe dovuto sostituire Djibril Diawara. Il 16 gennaio firmò un ricco contratto triennale e tre giorni dopo fu presentato ufficialmente alla stampa ed ai tifosi. Durante la presentazione il suo nuovo allenatore Emiliano Mondonico disse che il centrocampista croato avrebbe avuto un ruolo fondamentale nel modulo del Torino. Jurčić, che non conosceva l'italiano, dichiarò di essere felice per il suo arrivo in quello che considerava il miglior campionato del mondo e spiegò di aver rifiutato le offerte di due club spagnoli: il Real Oviedo e il Rayo Vallecano.
Esordì in Serie A con la maglia granata numero 26 il 23 gennaio contro il Bologna e impressionò positivamente, tanto che il suo compagno di squadra Gianluigi Lentini lo paragonò a Patrick Vieira.
Una settimana dopo, contro il Venezia, non giocò altrettanto bene e concesse un calcio di rigore per un fallo ingenuo sul difensore Giuseppe Cardone. Continuò a mostrare i suoi limiti nelle partite contro Inter e Cagliari, dimostrando di essere in difficoltà soprattutto nei duelli contro Álvaro Recoba e Fabián O'Neill.
Mondonico allora schierò il croato come esterno e come libero, e disputò alcune buone partite, poi lo fece giocare come stopper e i risultati furono disastrosi.
Il campionato termina con la retrocessione del Torino ma Jurčić rimane in Piemonte e giocò alcune partite anche sotto la guida di Gigi Simoni. I risultati furono disastrosi e a fine settembre il Torino acquistò Diego De Ascentis e ingaggiò Giancarlo Camolese come allenatore. Camolese non schierò mai in campo Jurčić che rimase ai margini della squadra chiedendo con insistenza di essere ceduto nel mercato invernale.
Nell'estate del 2001 venne ceduto alla Sampdoria, sempre in Serie B, insieme a Fabio Tricarico in cambio di Simone Vergassola.
L'allenatore dei genovesi, Gigi Cagni, decise di schierarlo in difesa ma quando venne esonerato il nuovo tecnico Gianfranco Bellotto lo lasciò ai margini della squadra.
Le poche occasioni che Jurčić ebbe di giocare furono metà della partita contro il Cittadella del 21 novembre, una presenza in Coppa Italia contro la Juventus e pochi minuti contro la Ternana.
A fine stagione terminò il prestito e scadde il contratto che lo legava al Torino.
Jurčić poté tornare in Croazia, allo Slaven Belupo. Con il club di Koprivnica giocò per due stagioni riuscendo ad ottenere per due volte la salvezza.
Nel 2004 terminò la carriera per intraprendere quella di allenatore. In Italia viene ricordato come un "bidone", nonostante i successi in patria e con la Nazionale.

#### Nazionale
L'8 giugno 1997, mentre militava con buoni risultati nella Dinamo Zagabria, venne convocato per la prima volta in Nazionale da Miroslav Blazevic per disputare la Kirin Cup.
Un anno dopo venne incluso nella rosa della Nazionale per i Mondiali del 1998 in Francia. Nel torneo giocò da titolare tre incontri, le partite contro Giappone e Romania e la vittoriosa finale per il terzo posto contro i Paesi Bassi. Con le sue ottime prestazioni aiutò la Croazia a vincere una storica medaglia di bronzo e attirò su di sé l'interesse di diversi club europei.
In seguito al suo trasferimento in Italia, a causa dei pessimi risultati, non venne preso molto in considerazione. Giocò la sua ultima partita in Nazionale il 2 settembre 2000, in una partita valida per le qualificazioni ai Mondiali pareggiata 1-1 contro il Belgio a Bruxelles.

### Allenatore
Nel 2005 siede sulla panchina dell'Istria Pola, con cui raggiunge il settimo posto in campionato. Nella stessa stagione contribuisce alla rivelazione di Nikola Kalinić, uno dei migliori talenti del calcio croato.
Nel 2007 viene ingaggiato dallo Slaven Belupo, dove aveva militato da giocatore, e raggiunge un inaspettato secondo posto dietro la Dinamo Zagabria. Guida anche il club per la prima volta nella sua storia in Coppa UEFA ma viene eliminato dai turchi del Galatasaray al secondo turno.
Dopo quest'ottima stagione passa proprio alla Dinamo Zagabria. Conquista due titoli nazionali e una Coppa di Croazia ma viene esonerato nel maggio 2010.
Nel 2011 viene ingaggiato dalla Lokomotiva Zagreb prima di tornare alla Dinamo Zagabria in seguito all'addio di Vahid Halilhodžić.
Nella stagione 2010-2011 porta di nuovo la squadra della capitale alla vittoria, sia in campionato che in Coppa di Croazia.
Riesce a qualificarsi per la fase a gironi della UEFA Champions League in un girone che prevedeva anche l'Olympique Lione, l'Ajax e i nove volte campioni d'Europa del Real Madrid. Fa il suo esordio nella competizione nella gara casalinga contro il Real di José Mourinho venendo sconfitta per 0-1 con gol di Ángel Di María. La squadra croata non riuscirà a passare al turno seguente, concludendo in ultima posizione il girone.

## Statistiche

### Cronologia presenze e reti in Nazionale
| Cronologia completa delle presenze e delle reti in nazionale ― Croazia | Cronologia completa delle presenze e delle reti in nazionale ― Croazia | Cronologia completa delle presenze e delle reti in nazionale ― Croazia | Cronologia completa delle presenze e delle reti in nazionale ― Croazia | Cronologia completa delle presenze e delle reti in nazionale ― Croazia | Cronologia completa delle presenze e delle reti in nazionale ― Croazia | Cronologia completa delle presenze e delle reti in nazionale ― Croazia | Cronologia completa delle presenze e delle reti in nazionale ― Croazia |
| Data                                                                   | Città                                                                  | In casa                                                                | Risultato                                                              | Ospiti                                                                 | Competizione                                                           | Reti                                                                   | Note                                                                   |
| ---------------------------------------------------------------------- | ---------------------------------------------------------------------- | ---------------------------------------------------------------------- | ---------------------------------------------------------------------- | ---------------------------------------------------------------------- | ---------------------------------------------------------------------- | ---------------------------------------------------------------------- | ---------------------------------------------------------------------- |
| 8-6-1997                                                               | Tokyo                                                                  | Giappone                                                               | 4 – 3                                                                  | Croazia                                                                | Kirin Cup 1997                                                         | -                                                                      | 59’ 76’                                                                |
| 12-6-1997                                                              | Sendai                                                                 | Turchia                                                                | 1 – 1                                                                  | Croazia                                                                | Kirin Cup 1997                                                         | -                                                                      |                                                                        |
| 6-9-1997                                                               | Zagabria                                                               | Croazia                                                                | 3 – 2                                                                  | Bosnia ed Erzegovina                                                   | Qual. Mondiali 1998                                                    | -                                                                      | 67’ 76’                                                                |
| 11-10-1997                                                             | Lubiana                                                                | Slovenia                                                               | 1 – 3                                                                  | Croazia                                                                | Qual. Mondiali 1998                                                    | -                                                                      | 64’                                                                    |
| 29-10-1997                                                             | Zagabria                                                               | Croazia                                                                | 2 – 0                                                                  | Ucraina                                                                | Qual. Mondiali 1998                                                    | -                                                                      | 67’                                                                    |
| 15-11-1997                                                             | Kiev                                                                   | Ucraina                                                                | 1 – 1                                                                  | Croazia                                                                | Qual. Mondiali 1998                                                    | -                                                                      |                                                                        |
| 22-4-1998                                                              | Osijek                                                                 | Croazia                                                                | 4 – 1                                                                  | Polonia                                                                | Amichevole                                                             | -                                                                      | 63’                                                                    |
| 3-6-1998                                                               | Fiume                                                                  | Croazia                                                                | 2 – 0                                                                  | Iran                                                                   | Amichevole                                                             | -                                                                      | 46’ 61’                                                                |
| 6-6-1998                                                               | Zagabria                                                               | Croazia                                                                | 7 – 0                                                                  | Australia                                                              | Amichevole                                                             | -                                                                      | 46’                                                                    |
| 20-6-1998                                                              | Nantes                                                                 | Giappone                                                               | 0 – 1                                                                  | Croazia                                                                | Mondiali 1998 - 1º turno                                               | -                                                                      |                                                                        |
| 30-6-1998                                                              | Bordeaux                                                               | Romania                                                                | 0 – 1                                                                  | Croazia                                                                | Mondiali 1998 - Ottavi di finale                                       | -                                                                      |                                                                        |
| 11-7-1998                                                              | Parigi                                                                 | Paesi Bassi                                                            | 1 – 2                                                                  | Croazia                                                                | Mondiali 1998 - Finale 3º posto                                        | -                                                                      |                                                                        |
| 5-9-1998                                                               | Dublino                                                                | Irlanda                                                                | 2 – 0                                                                  | Croazia                                                                | Qual. Euro 2000                                                        | -                                                                      | 70’                                                                    |
| 14-10-1998                                                             | Zagabria                                                               | Croazia                                                                | 3 – 2                                                                  | Macedonia                                                              | Qual. Euro 2000                                                        | -                                                                      | 79’                                                                    |
| 28-4-1999                                                              | Zagabria                                                               | Croazia                                                                | 0 – 0                                                                  | Italia                                                                 | Amichevole                                                             | -                                                                      | 73’                                                                    |
| 5-5-1999                                                               | Siviglia                                                               | Spagna                                                                 | 3 – 1                                                                  | Croazia                                                                | Amichevole                                                             | -                                                                      |                                                                        |
| 18-8-1999                                                              | Belgrado                                                               | Jugoslavia                                                             | 0 – 0                                                                  | Croazia                                                                | Qual. Euro 2000                                                        | -                                                                      | 79’                                                                    |
| 23-2-2000                                                              | Spalato                                                                | Croazia                                                                | 0 – 0                                                                  | Spagna                                                                 | Amichevole                                                             | -                                                                      |                                                                        |
| 28-5-2000                                                              | Zagabria                                                               | Croazia                                                                | 0 – 2                                                                  | Francia                                                                | Amichevole                                                             | -                                                                      | 58’                                                                    |
| 16-8-2000                                                              | Bratislava                                                             | Slovacchia                                                             | 1 – 1                                                                  | Croazia                                                                | Amichevole                                                             | -                                                                      | 89’                                                                    |
| 2-9-2000                                                               | Bruxelles                                                              | Belgio                                                                 | 0 – 0                                                                  | Croazia                                                                | Qual. Mondiali 2002                                                    | -                                                                      |                                                                        |
| Totale                                                                 |                                                                        | Presenze                                                               | 21                                                                     |                                                                        | Reti                                                                   | 0                                                                      |                                                                        |

## Palmarès

### Giocatore

#### Competizioni nazionali
- Campionato croato: 3

Dinamo Zagabria: 1996-1997, 1997-1998, 1998-1999
- Coppa di Croazia: 3

Inter Zaprešić: 1992
Dinamo Zagabria: 1996-1997, 1997-1998

### Allenatore

#### Competizioni nazionali
- Campionato croato: 4

Dinamo Zagabria: 2008-2009, 2009-2010, 2010-2011, 2011-2012
- Coppa di Croazia: 3

Dinamo Zagabria: 2008-2009 2009, 2011, 2011-2012
- Supercoppa di Croazia: 1

Dinamo Zagabria: 2006, 2010-2011
- Coppa del Golfo Arabico degli Emirati Arabi Uniti: 1

Al Nasr: 2019-2020
- Coppa d'Egitto: 1

Pyramids: 2023-2024

#### Competizioni internazionali
- CAF Champions League: 1

Pyramids: 2024-2025